# Benken (Saint-Gall)
Pour les articles homonymes, voir Benken.
Benken est une commune suisse du canton de Saint-Gall, située dans la circonscription électorale de See-Gaster.

Photo aérienne (1948)